# پمپ جت

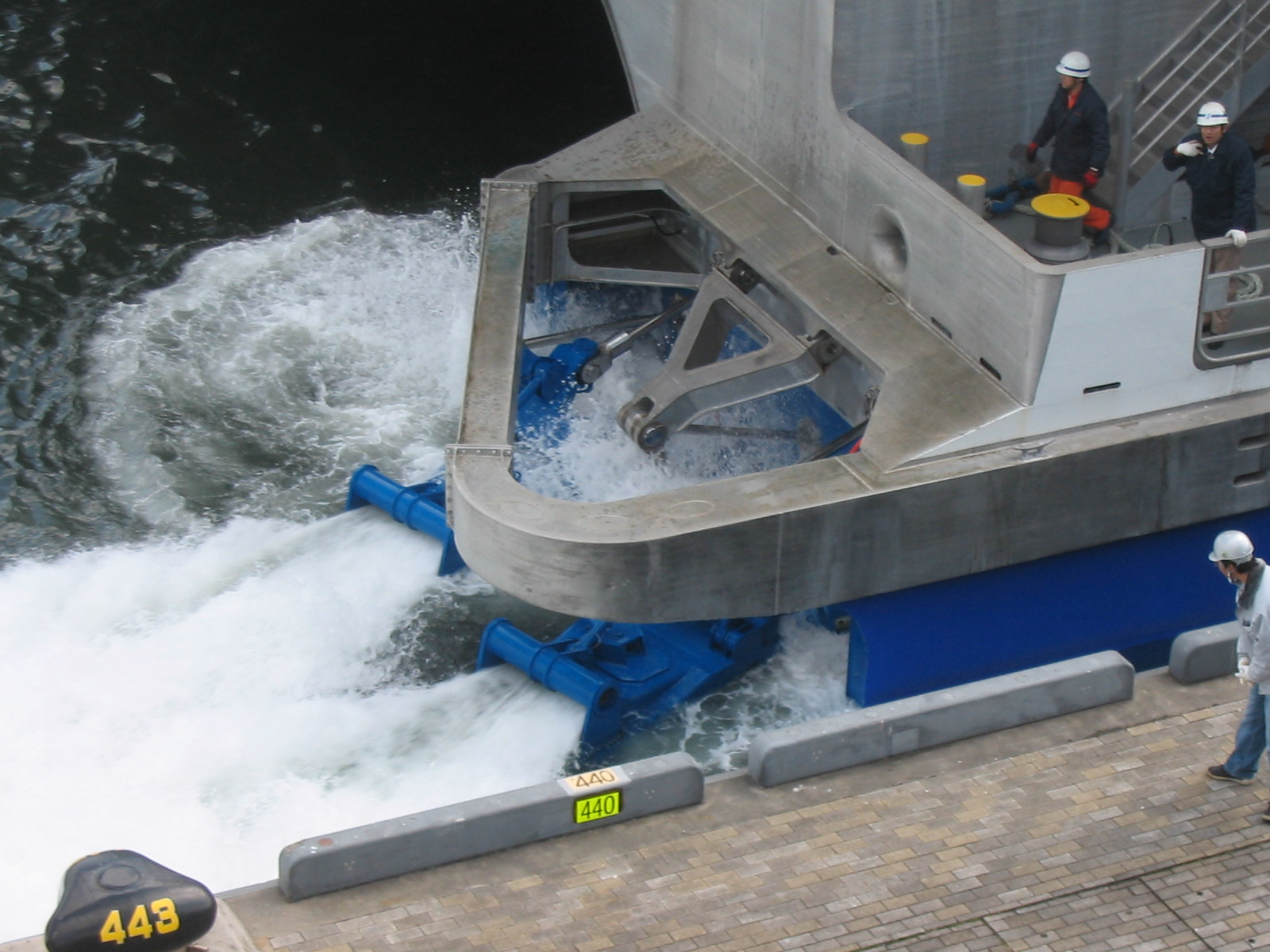
نمایی از پمپ جت‌های در حال کار

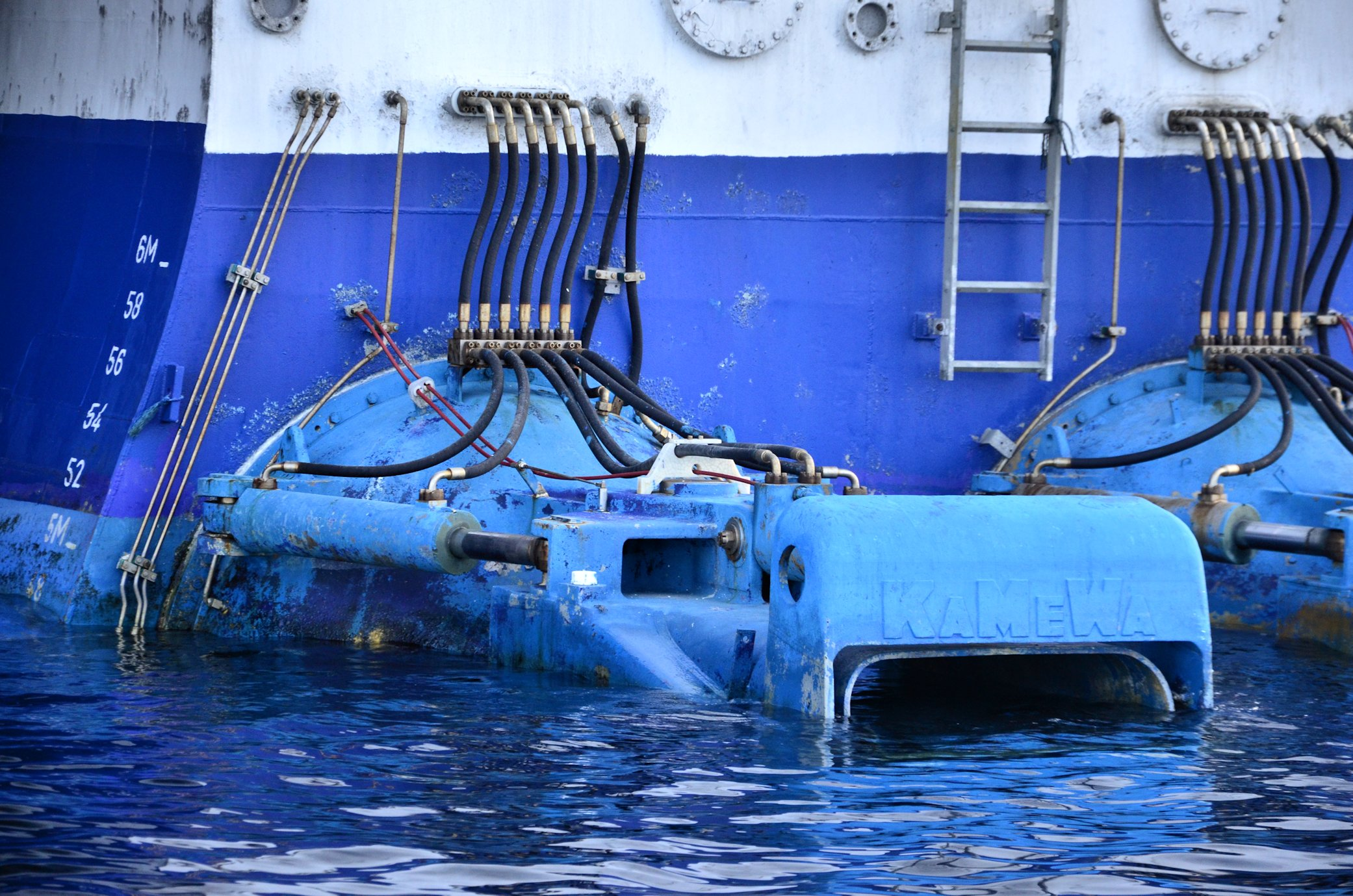
دو تا از چهار واترجت KaMeWa در کشتی پرسرعت
Discovery

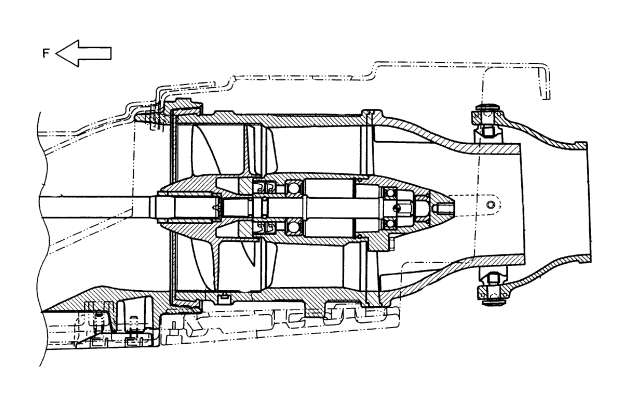
جت پمپ جت اسکی معمولی

پمپ جت، هیدروجت یا واتر جت یک سامانه دریایی است که یک جت آب برای رانش تولید می‌کند. آرایش مکانیکی ممکن است یک پروانه مجرای ، یک پمپ گریز از مرکز، یا یک پمپ جریان مخلوط باشد که ترکیبی از هر دو طرح گریز از مرکز و محوری است. این طرح همچنین دارای یک ورودی برای تأمین آب پمپ و یک نازل برای هدایت جریان آب به خارج از پمپ است.

## طرح

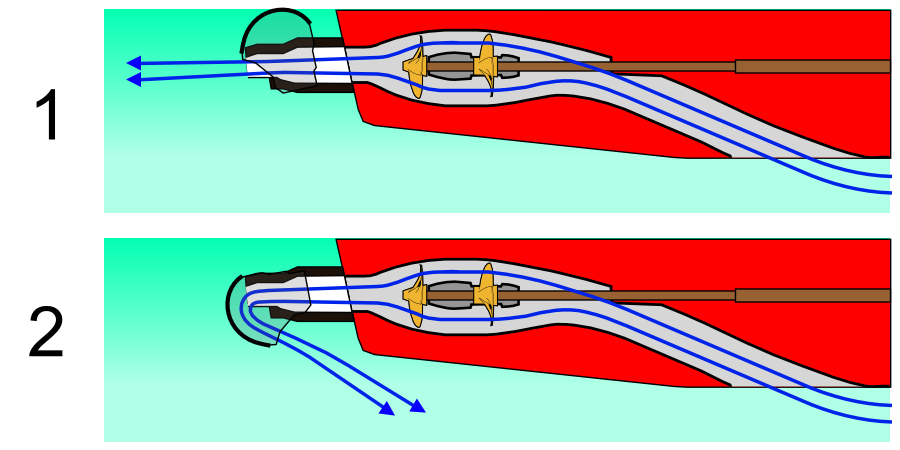
این تصویر عملکرد یک سطل معکوس را نشان می‌دهد. ۱: رانش به جلو، سطل معکوس غیرفعال ۲: رانش معکوس، سطل معکوس جریان رانش را به عقب می‌راند

جلو، عقب، پهلو و چرخش توسط پمپ جت

یک پمپ جت با داشتن یک ورودی (معمولاً در پایین بدنه) کار می‌کند که به آب اجازه می‌دهد از زیر کشتی به داخل موتورها عبور کند. آب از طریق این ورودی وارد پمپ می‌شود. پمپ می‌تواند دارای طراحی گریز از مرکز برای سرعت‌های بالا یا پمپ جریان محوری برای سرعت‌های پایین تا متوسط باشد. فشار آب در داخل ورودی توسط پمپ افزایش می‌یابد و از طریق یک نازل به عقب منتقل می‌شود. با استفاده از سطل معکوس، رانش معکوس را نیز می‌توان برای حرکت به عقب، سریع و بدون نیاز به تعویض دنده یا تنظیم نیروی رانش موتور به دست آورد. از سطل معکوس نیز می‌توان برای کمک به کاهش سرعت کشتی در هنگام ترمز استفاده کرد. این ویژگی دلیل اصلی مانور جت‌های پمپ است.
نازل همچنین هدایت جت‌های پمپ را فراهم می‌کند. صفحاتی مانند سکان‌ها را می‌توان به نازل وصل کرد تا درگاه جریان آب و سمت راست را هدایت کند. به نوعی، این شبیه به اصول بردار رانش هوایی است، تکنیکی که مدت‌هاست در وسایل نقلیه پرتاب (موشک‌ها و موشک‌ها) و سپس در هواپیماهای جت نظامی استفاده می‌شود. این به کشتی‌های پمپ جت با چابکی فوق‌العاده در دریا کمک می‌کند. مزیت دیگر این است که هنگام حرکت به سمت عقب با استفاده از سطل معکوس، برخلاف کشتی‌های ملخ‌دار، فرمان معکوس نمی‌شود.

### جریان محوری
فشار یک واترجت جریان محوری با پخش جریان در هنگام عبور از تیغه‌های پروانه و پره‌های استاتور افزایش می‌یابد. سپس نازل پمپ این انرژی فشار را به سرعت تبدیل می‌کند و در نتیجه نیروی رانش تولید می‌کند.
واترجت‌های جریان محوری حجم‌های بالایی را با سرعت پایین‌تر تولید می‌کنند، که آن‌ها را برای کشتی‌های با سرعت کم تا متوسط بزرگ‌تر مناسب می‌کند، به استثنای کشتی‌های شخصی آبی، که در آن حجم‌های آب بالا نیروی رانش و شتاب فوق‌العاده و همچنین سرعت‌های بالا را ایجاد می‌کند. اما این شناورها نسبت قدرت به وزن بالایی نیز در مقایسه با بیشتر شناورهای دریایی دارند. واترجت‌های جریان محوری رایج‌ترین نوع پمپ هستند.

### جریان مختلط
طرح‌های واترجت با جریان مختلط جنبه‌های پمپ‌های جریان محوری و جریان گریز از مرکز را در بر می‌گیرد. فشار هر دو توسط انتشار و خروج شعاعی ایجاد می‌شود. طرح‌های جریان مختلط حجم کمتری از آب را با سرعت بالا تولید می‌کنند و آن‌ها را برای اندازه‌های کوچک تا متوسط کشتی و سرعت‌های بالاتر مناسب می‌سازد. کاربردهای متداول شامل کشتی‌های تفریحی با سرعت بالا و جت‌های آبی برای مسابقات رودخانه‌ای با آب کم عمق است (به ماراتن رودخانه مراجعه کنید).

### جریان گریز از مرکز
طرح‌های واترجت با جریان گریز از مرکز از جریان شعاعی برای ایجاد فشار آب استفاده می‌کنند.
طرح‌های سانتریفیوژ دیگر معمولاً به جز بر روی پایه‌های بیرونی استفاده نمی‌شوند.

## مزایا
جت‌های پمپ دارای مزایایی نسبت به ملخ‌های لخت برای کاربردهای خاص هستند، که معمولاً به الزامات مربوط به عملیات با سرعت بالا یا کشش کم عمق مربوط می‌شود. این شامل:
- سرعت بالاتر قبل از شروع کاویتاسیون، به دلیل افزایش فشار دینامیکی داخلی
- چگالی توان بالا (با توجه به حجم) هر دو پیشران و محرک اصلی (زیرا می‌توان از واحد کوچکتر و با سرعت بالاتر استفاده کرد)
- حفاظت از عنصر دوار، ایمن تر کردن عملیات در اطراف شناگران و آبزیان
- بهبود عملیات آب کم عمق، زیرا فقط ورودی باید زیر آب باشد
- افزایش قدرت مانور، با افزودن یک نازل قابل هدایت برای ایجاد رانش بردار
- کاهش نویز، که منجر به امضای سونار کم می‌شود. این سیستم خاص شباهت کمی با سایر پیشرانه‌های جت پمپ دارد و به نام «پیکربندی پروانه پوشیده» نیز شناخته می‌شود.[۳]

### برنامه‌های کاربردی
- کشتی‌های جنگی برای مشاهده پذیری کم طراحی شده‌اند، به عنوان مثال سوئدی  Visby-class corvette.
- زیردریایی‌ها، به عنوان مثال نیروی دریایی سلطنتی  Trafalgar کلاس و  Astute کلاس، نیروی دریایی ایالات متحده  Seawolf کلاس و  Virginia کلاس، نیروی دریایی فرانسه  Triomphant کلاس و کلاس باراکودا و نیروی دریایی روسیه  Borei کلاس.
- اژدرهای مدرن مانند Spearfish, Mk4 و Mk 50.

## تاریخ
در آوریل ۱۹۳۲، مهندس ایتالیایی سوندو کامپینی یک قایق پیشرانه با جت پمپ را در ونیز ایتالیا به نمایش گذاشت. این قایق به حداکثر سرعت ۲۸ گره (۳۲ مایل بر ساعت؛ ۵۲ کیلومتر بر ساعت) دست یافت که سرعتی قابل مقایسه با یک قایق با موتور معمولی با خروجی مشابه است. نیروی دریایی ایتالیا که بودجه توسعه این قایق را تأمین کرده بود، هیچ سفارشی نداد اما فروش طرح در خارج از ایتالیا را وتو کرد. اولین قایق جت مدرن توسط مهندس نیوزلندی ویلیام همیلتون در اواسط دهه ۱۹۵۰ ساخته شد.

## استفاده‌ها

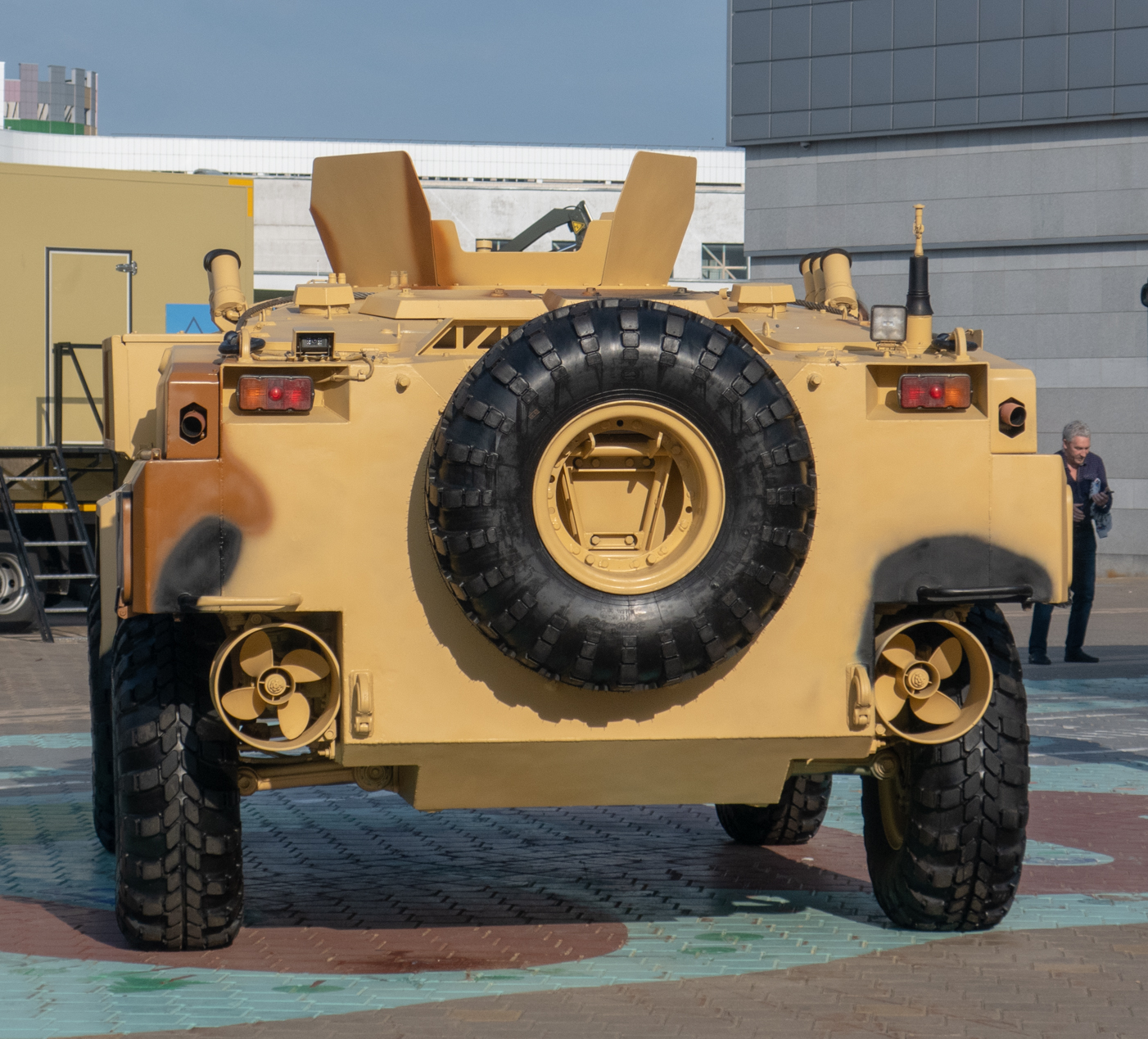
پمپ جت، هیدروجت یا واتر جت

زمانی پمپ جت‌ها به کشتی‌های تفریحی پرسرعت (مانند جت اسکی و قایق‌های جت) و سایر کشتی‌های کوچک محدود می‌شدند، اما از سال ۲۰۰۰ تمایل به کشتی‌های پرسرعت افزایش یافته است. و بنابراین پمپ جت در کشتی‌های بزرگتر، کشتی‌های نظامی و کشتی‌ها محبوبیت پیدا می‌کند. در این کشتی‌های بزرگتر، آنها می‌توانند با موتورهای دیزلی یا توربین‌های گازی تغذیه شوند. سرعت تا ۴۰ گره (۴۶ مایل بر ساعت؛ ۷۴ کیلومتر بر ساعت) می‌توان با این پیکربندی حتی با بدنه جابجایی به دست آورد.
کشتی‌های پمپ جت بسیار قابل مانور هستند. نمونه‌هایی از کشتی‌هایی که از پمپ جت استفاده می‌کنند، Car NicobarCar Nicobar هستند گشت زنی در دادگاه، در قایق‌های موشکی کلاس Hamina، ناوچه‌های کلاس Valour، کشتی‌های خدمات دریایی پرسرعت زیردریایی کلاس سی‌ولف ایالات متحده و کلاس ویرجینیا، و همچنین زیردریایی کلاس بری روسی، و کشتی‌های رزمی ساحلی ایالات متحده.